# 我的老爸是阿宅
《我的老爸是阿宅》是日本漫畫家創作的漫畫作品。原本在網路上連載，在2006年秋季改在富士見書房的漫畫雜誌《月刊Dragon Age》上連載至2011年為止。單行本全11卷。於2008年推出廣播劇。台灣中文版由台灣角川代理。

## 劇情簡介
9歲的幸村叶，她生平首次見到的父親，沒想到竟然是個……「阿宅」!!以彼岸莊為舞台，在充滿個性十足房客的公寓裡，即將展開一段有些奇妙，卻又愉快無比的親子生活。這兩個人之間，究竟能否萌生親子間的羈絆呢……？

## 登場人物
※聲是廣播劇CD的配音。

### 主要角色
幸村叶
聲：阿澄佳奈
本書主角。守崎耕太和幸村望的女兒，9歲，小時後和母親一起住，只看過父親的照片。後因為母親的債務，因此到父親居住的『彼岸莊』依靠父親。個性天真，在發覺現實中的父親和想像中的父親有很大分別時，受到非常大的打擊，原本對他的稱呼是「(臺灣版:把拔)」換成了「(臺灣版:爸爸)」。　
守崎耕太
聲：鳥海浩輔
叶的父親，26歲，是個御宅族。高中時被學姊幸村望逆推而發生了關係，後來兩人分手，守崎耕太在傷心的時候，經由學長的教育，成了一個御宅族，是知名少女漫畫家的助手，作品中未說明他離開家的情形，只知道他是由森羅老師介紹而搬進彼岸莊。原本並不知道學姊懷了他的小孩，直到後來叶到了彼岸莊才知道自己已經有了9歲的女兒，雖然如此，可是他還是盡量做個好父親。他同時也是同人社團防人小曲的同人漫畫家，筆名防人小太郎。

### 彼岸莊的住戶
麻生妙子
聲：島本須美
彼岸莊的管理員，住戶們都稱呼她為管理員，負責彼岸莊所有住戶的早餐，非常照顧叶。是19歲的高中生，可是因為外表成熟的關係，所以常常讓人搞錯她的年齡，穿制服時會被人以為她是在Cosplay。因為彼岸莊的住戶都是御宅族的關係，所以她也努力的學習御宅族的相關知識，不過對於萌的認知還是會被住戶們訂正。因為住戶們對日本某個知名的管理員的感情投射，所以收到了住戶們送的一個『上面有小雞圖案的圍裙』，CD版的配音也是那位管理員的動畫版的同一個聲優。母親麻生公子於第五卷登場。另外和森田宗助（老师）已婚，所以本名 森田秒子 不过一直隐藏其关系，于第七卷揭晓。
新田千尋
聲：間島淳司
彼岸莊201號室的住戶。通稱小新。耕太高中時的學長，在耕太因為和望分手而傷心時，把他囚禁三天，強迫他玩過同級生2的所有路線，可以說是耕太成為御宅族的啟蒙人。也是當初介紹耕太和望認識的人。是個重度的蘿莉控，所以也是叶的天敵，但是他對幼女的慾望在吃過甜食的時候會暫時降低。私自把彼岸莊的天花板內部改造成自己的空間。
森田宗助
聲：大川透
彼岸莊101～103號室的住戶。通稱「老師」，是彼岸莊的住戶中最年長者，38歲還是處男。其實他是知名的少女漫畫家，不過在叶的同學面前都自稱是森羅的助手。曾說過世上的少女幸福就是他的夢想，還打算把彼岸莊改造成某間公寓一樣，這個目標也受到其他房客（除了不知情的管理員和叶）的支持。
有坂遙
聲：嶋村侑
彼岸莊205號室的住戶。不敢和人說話，經常把管理員當作盾牌一般抱在身前。是個長期缺席的17歲高中生，因為這樣而使管理員感到煩惱。和耕太一樣都是漫畫家老師的助手，是知名同人遙遙亭的同人畫家，筆名小遙遙，在業界有很高的名氣。對耕太的態度由最初非常差到後來的傾慕，被耕太認定是傲嬌。
長門司
彼岸莊203號室的住戶。存在感非常低，平常都沒人注意到他，平常都包在被子中，只露出一雙眼睛，尚未出現真面目，只有在一次叶生病昏倒時，他叫醒管理員時有被管理員注意到。卷五其女兒以真面目登場，是個非常漂亮的年輕女子,一家四口為父親·晶、母親·茂及姐姐·透、弟弟·司。
總一郎
叶撿到的小狗，因為森田的野望而被命名為總一郎，獲得所有住戶（除了管理員）一致的同意，可是後來才被發現是雌性。

### 叶的同學
田村知美
聲：こやまきみこ
叶的同班同學，戴著眼鏡的少女，是叶在新學校的第一個朋友，非常喜歡老師的作品《青春痘魔法》。
御園麗華
聲：松岡由貴
叶的同班同學，有錢的千金，父親是日本衆議院議員御園晴人，母親是知名女演員御園京華。有著遺傳自母親的高傲性格。

### 耕太的親人
北村真美
耕太的妹妹，嫁給北村健也後冠夫姓，認識彼岸莊的人，原本耕太打算隱瞞叶的事情，但是在叶假裝成管理員的孩子出現在她面前時，她就知道這是耕太的孩子了。已經懷有五個月的身孕了。職業是模特兒，似乎跟御園京華的感情不太好，現在則是孕婦模特兒。
北村健也
真美的丈夫，耕太的妹夫，個性誠實，生活大多是真美佔有主導權。

## 出版書籍
| 冊數 | 富士見書房    | 富士見書房             | 台灣角川       | 台灣角川               |
| 冊數 | 發售日期      | ISBN                   | 發售日期       | ISBN                   |
| ---- | ------------- | ---------------------- | -------------- | ---------------------- |
| 1    | 2006年12月1日 | ISBN 4-04-712473-7     | 2007年8月1日   | ISBN 978-986-174-411-7 |
| 2    | 2007年6月9日  | ISBN 978-4-04-712498-1 | 2007年12月7日  | ISBN 978-986-174-546-6 |
| 3    | 2007年11月9日 | ISBN 978-4-04-712518-6 | 2008年5月17日  | ISBN 978-986-174-677-7 |
| 4    | 2008年5月9日  | ISBN 978-4-04-712549-0 | 2009年1月7日   | ISBN 978-986-174-984-6 |
| 5    | 2008年11月8日 | ISBN 978-4-04-712574-2 | 2009年7月28日  | ISBN 978-986-237-188-6 |
| 6    | 2009年6月9日  | ISBN 978-4-04-712607-7 | 2009年12月23日 | ISBN 978-986-237-417-7 |
| 7    | 2009年11月9日 | ISBN 978-4-04-712633-6 | 2010年7月17日  | ISBN 978-986-237-693-5 |
| 8    | 2010年5月8日  | ISBN 978-4-04-712665-7 | 2010年12月1日  | ISBN 978-986-237-938-7 |
| 9    | 2010年12月9日 | ISBN 978-4-04-712702-9 | 2011年6月17日  | ISBN 978-986-287-193-5 |
| 10   | 2011年5月6日  | ISBN 978-4-04-712726-5 | 2011年10月19日 | ISBN 978-986-287-396-0 |
| 11   | 2011年12月9日 | ISBN 978-4-04-712764-7 | 2012年6月25日  | ISBN 978-986-287-783-8 |

- 第3集日版書腰有《幸運☆星》作者美水鏡的推薦。
- 第8集日版書腰有《愛瑪》作者森薫的推薦。

### 小說
- 我的老爸是阿宅 小說集 2008年11月8日發售、ISBN 978-4-04-712579-7

## 廣播劇CD
1. 廣播劇CD「我的老爸是阿宅」第1卷（Goods Train、2008年6月27日）
2. 廣播劇CD「我的老爸是阿宅」第2卷（Goods Train、2008年9月26日）

## 外部連結
- 本作日本官方網站（日語）
- CD的官方網站（页面存档备份，存于）（日語）
- 作者的個人網站（日語）